# Pameridea
Genre
Pameridea est un genre d'insectes du sous-ordre des hétéroptères (punaises).

## Liste d'espèces
Selon BioLib (8 avril 2021) :
- Pameridea marlothi Poppius, 1911
- Pameridea roridulae Reuter, 1907

## Symbiose
Pameridea roridulae vit en symbiose avec les plantes carnivores du genre Roridula. Il existe deux espèces de Roridula, Roridula gorgonias et Roridula dentata. Pameridea marlothii se reproduit uniquement sur Roridula dentata tandis que Pameridea roridulae vit sur les deux.

## Cycle de vie
Pameridea roridulae ne peut que s'alimenter avec les insectes capturés par le mucilage produit au bout des trichomes des Roridula. Après avoir dévoré les arthropodes capturés, il excrète ensuite les déchets que la plante absorbe. La relation insecte-plante est donc un mutualisme. Elle se reproduit aussi sur la plante, et les nouveau-nés continuent à y vivre.

## Statut de Conservation
Comme il vit en symbiose avec les Roridula, son statut dépend de celui de la plante. Les Roridula sont rares dans la nature, en raison de la collecte, la pollution et la destruction des habitats, même si elle est sécurisée par la culture de plantes carnivores par des passionnés.

## Caractéristiques
Pameridea roridulae et Pameridea marlothii ont tous les deux des ailes mais ils ne volent pas bien. Ce sont de petites punaises, n'atteignant généralement pas plus de quelques millimètres de long.